# Condado de Clay (Arkansas)
El condado de Clay (en inglés: Clay County) es un condado en el estado estadounidense de Arkansas. En el censo de los Estados Unidos de 2020 tenía una población de 14,452 habitantes. Tiene dos sedes de condado: Corning y Piggott.

## Historia
Cuando el condado de Clay fue creado como 67° condado de Arkansas el 24 de marzo de 1873, fue nombrado condado de Clayton en honor a John M. Clayton. Sin embargo, dos años más tarde el nombre fue abreviado a Clay por la Asamblea General de Arkansas.
La primera sede del condado fue Corning, fundada en 1873 después de la llegada del Missouri Pacific Railroad. En 1877, la sede fue traslada a Boydsville pues  la gente que vivía al este de los ríos Black y Cache no podía llegar a Corning durante la temporada de inundaciones. Sin embargo, debido a las quejas de los que vivían al oeste de los ríos, Corning fue restablecida como la sede del distrito occidental en 1881, mientras que Boydsville continuó siendo la sede del distrito oriental. Con la llegada del St. Louis Southwestern Railway, los pueblos de Greenway, Rector y Piggott crecieron considerablemente, por lo que en 1887 la sede del distrito oriental fue trasladada a Piggott.

## Economía
La agricultura es la base de la economía del condado de Clay. Los granjeros cultivan una amplia variedad de productos, siendo el arroz la siembra más dominantes. Sin embargo, también se cultivan cantidades considerables de algodón, soya, maíz, heno y sorgos. La actividad industrial en el condado se limita a unas cuantas fábricas en las ciudades de Piggott, Corning y Rector.

## Geografía
Según la Oficina del Censo, el condado tiene un área total de 1.661 km² (641 sq mi), de la cual 1.656 km² (639 sq mi) es tierra y 5 km² (1 sq mi) (0,33%) es agua.

### Condados adyacentes
- Condado de Butler, Misuri (norte)
- Condado de Dunklin, Misuri (este)
- Condado de Greene (sur)
- Condado de Randolph (oeste)
- Condado de Ripley, Misuri (noroeste)

## Autopistas importantes
- U.S. Route 49
- U.S. Route 62
- U.S. Route 67
- Ruta Estatal de Arkansas 90
- Ruta Estatal de Arkansas 119
- Ruta Estatal de Arkansas 139

## Demografía
En el censo de 2020, hubo 14452 personas, 8011 hogares (2019) y 6476 familias residiendo en el condado. La densidad poblacional era de 25.2 personas por milla cuadrada (11/km²), bajando de 28.0 en 2000. En el 2000 había 8498 unidades unifamiliares en una densidad de 5/km² (13/sq mi). La demografía del condado era de 98,08% blancos, 0,19% afroamericanos, 0,69% amerindios, 0,08% asiáticos, 0,15% de otras razas y 0,81% de dos o más razas. 0,80% de la población era de origen hispano o latino de cualquier raza. En 2020, la demografía del condado era de 96,08% blancos, 0,9% afroamericanos, 0,6% amerindios, 0,02% asiáticos, 0,15% de otras razas y 1,5% de dos o más razas. 2,2% de la población era de origen hispano o latino de cualquier raza. 
En 2020, la renta per cápita promedia para un hogar del condado era de $625 mensualmente y el ingreso promedio para una familia era de $37,933.  El 18,10% de la población estaba bajo el umbral de pobreza nacional.